# Opposition à l'oléoduc Dakota Access
 (mars 2025).
L'opposition à la construction de l'oléoduc Dakota Access, aussi connue sous le hashtag #NoDAPL, est un mouvement social qui débute au printemps 2016 aux États-Unis, en opposition au projet de construction de l'oléoduc Dakota Access de l'entreprise Energy Transfer Partners. L'oléoduc prévu doit s'étendre des champs de pétrole de la formation de Bakken, dans l'ouest du Dakota du Nord, jusqu'au sud de l'Illinois, en passant sous les rivières Missouri, Mississippi et sous une partie du lac Oahe dans la réserve indienne de Standing Rock. En avril 2016, l'aîné LaDonna Brave Bull Allard, de la tribu Sioux de Standing Rock, entame la construction d'un campement comme chef-lieu de la sauvegarde du patrimoine culturel sioux et de résistance spirituelle à l'oléoduc. Au cours de l'été 2016, le nombre de campeurs à Standing Rock augmente pour atteindre plusieurs milliers de personnes,.
Avant la construction, le Corps du génie de l'armée des États-Unis effectue un examen limité du tracé de l'oléoduc et conclut qu'il ne causera pas d'impacts significatifs. Aucune évaluation environnementale complète n'est réalisée sur l'ensemble du tracé. En mars et avril 2016, l'Agence de protection environnementale, le département de l'Intérieur des États-Unis et le Conseil consultatif sur la préservation du patrimoine historique demandent au corps des ingénieurs de procéder à une étude d'impact et d'émettre une déclaration d'impact sur l'environnement.

## Avènement d'un mouvement social

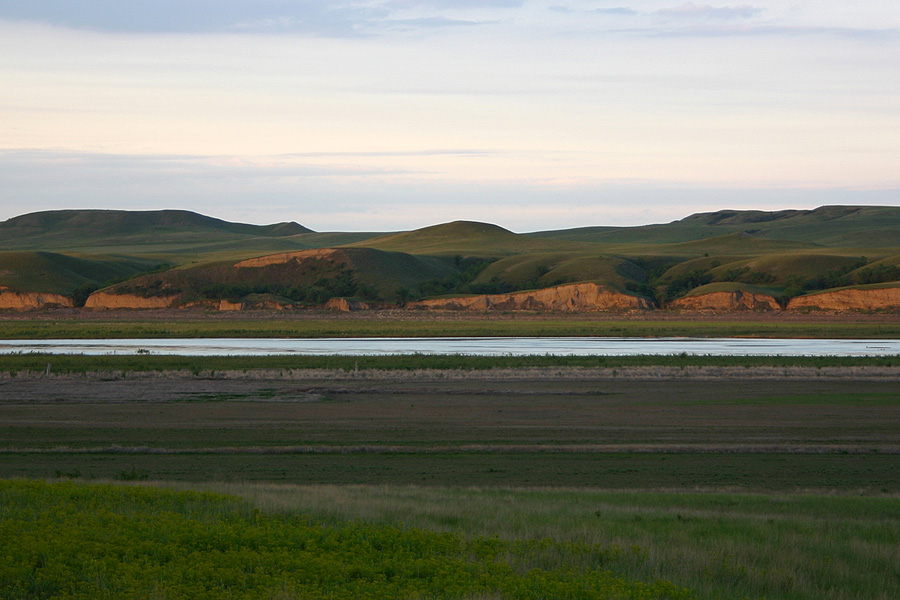
Paysage entourant la rivière Cannonball dans le Dakota du Nord

### Effet des réseaux sociaux
La manifestation vise initialement à apporter une visibilité aux enjeux vécus par la communauté de Standing Rock par rapport à la construction de l'oléoduc Dakota Access Pipeline. Toutefois, avec les réseaux sociaux, cette manifestation prend de l'ampleur avec l'utilisation de hashtags; #NoDAPL, #Mni Wiconi (« Water is life »), #Stand with Standing Rock, #Protect the sacred, etc. L'opposition à l'oléoduc se transforme en mouvement social, grâce aux réseaux sociaux. Le mouvement se développe avec le soutien et à la mobilisation de militants environnementaux, défendant les droits des Afro-Américains (Black Lives Matter) ou ceux des autochtones. La mobilisation de militants et d'autochtones venant de partout autour du globe permet une expansion du mouvement et une meilleure visibilité sur les réseaux sociaux. En effet, des millions de gens se mobilisent grâce à Facebook, donnant la possibilité de partager des vidéos, d'inciter le plus de gens possibles à les visionner et à s'informer, particulièrement lors de la censure[non neutre] de la part des médias de masse (Fox News, CNN, CBS, etc.). Twitter est aussi un outil communicationnel important car c'est le réseau social le plus populaire aux États-Unis[Information douteuse].

### Influence des célébrités
De nombreuses célébrités se joignent à ce mouvement, prennent part à des actions et certains se déplacent même pour apporter une visibilité à un mouvement d'envergure. Shailene Woodley réalise notamment une vidéo en direct (facebook live) qui la montre se faisant arrêter par la police en manifestant sur les lieux de la réserve du Dakota du Nord, en mars 2016. 40 000 personnes la regardent en direct, puis 2,5 millions de personnes voient la vidéo au total. L'actrice utilise son statut pour attirer l'attention du public sur cet événement qui manque de couverture médiatique. Elle fait usage de ses plateformes médiatiques, comme sa page Facebook, ou son compte Twitter, mais utilise également des événements comme la cérémonie des Environmental Media Awards de 2016 pour informer les gens de la situation entourant la construction de l'oléoduc et de la nature de la manifestation. D'autres personnalités montrent leur désaccord face à la situation, dénonçant les injustices et mettant de la pression sur le gouvernement.  De nombreux artistes tels Neil Young, et Mark Ruffalo montrent leur appui en se mobilisant sur les lieux de Standing Rock. Le mouvement #NoDaPl bénéficie des élections présidentielles de 2016 pour avoir plus de visibilité. Bernie Sanders fait également partie des personnalités politiques qui s'adressent à Obama pour lui demander de prendre position à propos du projet de pipeline. 

### Acteurs supportant la cause
À la suite du dépôt de la poursuite contre le projet de pipeline #DaPL, en juillet 2016 par le conseil tribal de Standing Rock, prouvant encore une fois le non-respect des traités de la part du gouvernement et l'injustice vécue par les communautés autochtones, la contestation attire quelque 300 tribus, venues supporter leurs confrères, et réalisant ainsi la plus grande réunion de tribus autochtones depuis longtemps. Cet événement attire peu à peu des militants et des alliés de partout autour du monde. Avec l'arrivée de militants environnementaux et sociaux, le mouvement #NoDaPL prend énormément d'ampleur, devenant la plus grande manifestation contre un pipeline de l'histoire. De plus, de nombreux autres mouvements unissent leurs forces avec la manifestation #NoDaPL, dont le mouvement Black Lives Matter ainsi que les mouvements contre les autres projets de pipeline tels Keystone XL. De nombreux militants se mobilisent pour créer un mouvement mondial de solidarité et afin de promouvoir le respect des droits des minorités souvent persécutées, discriminées et censurées. À travers un réseau d'activistes, détenant chacun de nombreux outils médiatiques tels des sites web, des pages Facebook, des journaux indépendants, et bien plus, le combat contre le projet de pipeline sort de la censure imposée par le gouvernement et par les intérêts corporatistes[non neutre].

### Censure de la part des médias, des forces armées et du gouvernement
Le silence médiatique était présent même quand les autochtones ont mis en place certains documents envers le projet de pipeline qui menaçait leurs traités et leurs droits. Les démarches pour créer le passage de l'oléoduc commence sous le lac Missouri, quand un groupe de protestants entrent illégalement sur le site de construction. C'est à ce moment que les confrontations prennent place, et que les journalistes commencent à publier du matériel sur ce sujet. Au tout début la couverture médiatique sur les pipelines était quasiment inexistante[réf. nécessaire].
Avec les déroulements qui ont suivi dans les prochains mois, la tension a augmenté et la violence également, alors que la police et les soldats utilisaient des gaz lacrymogènes, des balles en caoutchouc et des grenades. C'est à partir de cette violence policière envers les manifestants que l'on a commencé à avoir une plus grande couverture médiatique. Ce n'est qu'à l'été 2016 que le New York Times a envoyé des journalistes pour se rendre sur la réserve indienne de Standing Rock. Des médias comme CNN et NBC n'ont démontré leur présence que vers la fin de l'année 2016. Lors d'une soirée en novembre 2016, des dizaines de manifestants ont été blessés par une bombe. Bien qu'il ne soit pas certain s'il s'agissait d'une grenade assourdissante provenant d'un officier ou d'un protestant, c'était une nuit particulièrement violente. Les altercations entre policiers et manifestants ont résulté à un grand nombre de blessés. The Intercept a joué un rôle important pour combattre la censure. Certains[Qui ?] ont dit que des éléments de vérité restent cachés pour le public général. La correspondance[Laquelle ?] publiée a révélé que des agents secrets surveillaient et essayaient de contrôler des informations concernant l'incident. Ces agents[Lesquels ?] ont changé le déroulement de cette soirée, manipulant l'information, et ainsi que l'opinion publique. La police privée a tenté de censurer, voire cacher la vérité sur ce qu'il s'est vraiment passé.  